# Regen (rivière)
Pour les articles homonymes, voir Regen.
La Regen (en tchèque : Řezná) est une rivière tchèque et allemande, affluent du Danube.

## Géographie
Sa source est située dans la forêt de Bohême sur le territoire de la République tchèque. La rivière qui est appelée la Regen noire (Schwarzer Regen) sur cette section arrive rapidement à Bayerisch Eisenstein. Près de la petite ville de Bad Kötzting elle est rejointe par la Regen blanche (Weißer Regen).
La vallée de Regen forme la vallée principale traversant la Forêt de Bavière ; beaucoup d'installations humaines dans les montagnes sont situées le long de la rivière. Les villes le long de la rivière Regen incluent Cham, Regen et Ratisbonne, ville où se situe le confluent de la Regen et du Danube. 
La rivière a une longueur totale de 165 km.